# Theodore Roosevelt Wilderness
Pour les articles homonymes, voir Roosevelt.
La Theodore Roosevelt Wilderness est une aire protégée américaine située dans les comtés de Billings et McKenzie, au Dakota du Nord. Fondée en 1978, elle protège 121,08 km2 au sein du parc national Theodore Roosevelt.